# ژانانا گوژماو
ژانانا گوژماو (پرتغالی: Xanana Gusmão؛ زاده ۲۰ ژوئن ۱۹۴۶) یک سیاست‌مدار اهل تیمور شرقی است. وی رئیس‌جمهور و نخست وزیر تیمور شرقی بوده‌است.